# Православие в Танзании
Православие в Танзании. Как и прочие страны Африки Танзания является частью канонической территории Александрийской православной церкви. В настоящее время на территории Танзании действуют: Иринопольская митрополия, Мванзская митрополия, Арушская и Центрально-Танзанийская епархия.

## История
Православие в Танзанию в основном пришло из соседней Уганды. Но, несмотря на это, первым центром Восточно-Африканской митрополии стал город Дар-эс-Салам, где была большая колония греков. 
28 ноября 1958 года Танзания вошла в состав новоучреждённой Иринопольской и Восточноафриканской митрополии. Митрополия включала в себя Уганду, Кению и Танзанию, управляя их православными общинами.
В 1973 года для служении в Танзании был рукоположён чернокожий епископ Феодор (Нанкьяма), получивший образование в Афинах и Оксфорде. На тот момент в Танзании существовало всего два прихода, но было большое количество оглашаемых.
В начале 1990-х годов большая часть православного населения проживало на северо-западе страны, на западном берегу озера Виктория, на границе с Угандой. Растущее число православных привело к решению создать самостоятельную Букобскую епархию. Хотя здесь[где?] православие распространено гораздо меньше соседних стран, но за последние 5 лет численность православных увеличилась с 20 до 35 тысяч человек". Таковым было положение к 2004 году.
Епархиальная миссия нацелена на увеличение числа общин и верных среди местных племен, которые принимают православие разными способами. Иногда, как в древности, если вождь принимает православие, то его примеру следует все племя. Широко развернула свою деятельность в Африке миссионерская организация греческой архиепископии в Северной Америке Православный христианский миссионерский центр (ОСМС). Священники сами содержат себя и семьи, трудясь на земле наравне со своими прихожанами.
Как сообщает Православный христианский миссионерский центр в США, в епархии по стостоянию на середину 2000-х годов строились новые храмы, проводились семинары для православных священников, женщин, молодёжи и студентов. Открыта катехизаторская школа в городе Касикизи, ведущая преподавание богословских дисциплин на языке суахили. В 2003 году из её стен вышли 10 учеников. Четверо из них были рукоположены в диаконы и шестеро направлены на катехизаторские должности. В 2003—2004 годы ещё 17 человек приступили к обучению в ней.
На 2002 год в состав епархии входили 17 приходов, 21 священник и 3 диакона. Функционирует Семинария (на 2002 г. в ней училось 12 человек) и две приходские школы.
В 2003 году только в Букобе возникло 20 новых общин, свыше 3 тысяч человек крестились, и более 500 пар были обвенчаны. В епархии было уже 94 общины, 25 священников и 5 диаконов. Таким образом, епархия испытывает острую нехватку священнослужителей.
По всей епархии регулярно проводятся занятия по изучению Священного Писания, за 2002 год было распространено более 600 Библий. Было также построено 9 церковных зданий и старшая школа, планируется возвести госпиталь, два монастыря и приют для 50 детей.
По данным на конец 2006 года число приходов в Танзании выросло до 166, из которых 70 имели постоянные храмы, а число православных христиан — до 41 200.
23 ноября 2007 года Букобская епархия переименована в Мванзинскую по имени города Мванза, правящий архиерей епархии был возведён в сан митрополита, куда переместилось епархиальное управление.
С октября 2014 года православная община сформировалась и в административной столице Танзании — городе Додоме. В Университете Додомы было выделено помещение в котором стали еженедельно совершаться богослужения.
С февраля 2022 года начался переход православных из Александрийского патриархата в Патриарший экзархат Африки Русской Православной Церкви. К февралю 2025 г. перешло 18 священников, которые разделились на 2 благочиния - Центральное (11) и Северное (7) во главе с благочинными - архимандритом Филаретом (Кимаро) и иереем Петром (Маджуне) https://exarchate-africa.ru/wp-content/uploads/2025/08/img_20250816_204421_870.jpg и приблизительно 2000 прихожан ПЭА РПЦ.